# 50717 Jimfox
50717 Jimfox è un asteroide della fascia principale. Scoperto nel 2000, presenta un'orbita caratterizzata da un semiasse maggiore pari a 2,7892015 UA e da un'eccentricità di 0,1566083, inclinata di 15,25581° rispetto all'eclittica.